# SARSコロナウイルス
SARSコロナウイルス（サーズコロナウイルス、英: Severe acute respiratory syndrome coronavirus, SARS-CoV）は、一本鎖プラス鎖RNAウイルスで、SARS関連コロナウイルス (SARSr-CoV) に属するコロナウイルスである。中華人民共和国から発見され2003年に流行した重症急性呼吸器症候群 (Severe acute respiratory syndrome = SARS) の病原体として同定された。通称 SARSウイルス。飛沫感染により広がるとみられている。

## 感染状況
当初、中国政府の対応の遅れにより中華人民共和国外でも多数の感染者と死者が確認された。その後もアジアやカナダ、アメリカ合衆国を中心に感染拡大、2003年3月12日に世界保健機関（WHO）からグローバルアラートが出され、同年7月5日に終息宣言が出されるまで、32の地域と国にわたり8,000人以上の感染者を出した。研究結果によると60歳以上の致死率は50%を超えていたと発表されている。
また、日本での感染者は確認されなかった。感染は終息しているものの、SARSコロナウイルスに効果があるワクチンは2023年現在でも開発されていない。

## 症状
感染後、数日間は無症状のままだが、徐々に発熱や咳、筋肉痛のような痛み、痺れが現れるとされている。病状とともに進行するリンパ球減少、血小板減少、APTTの延長、LDH上昇、血清電解質の異常などが複数の研究により報告されている。
患者の早期発見と隔離、接触者の隔離や検疫以外に有効な予防措置がない。呼吸器感染症の一般的な予防策としては、マスク着用や手洗いとうがい、消毒をこまめにする方法がある。

## 状況推移
中華人民共和国広東省を起点とし、2003年3月頃から大流行の兆しを見せ始めた。重症急性呼吸器症候群の原因が『新種のウイルスである』可能性は、2002年11月頃から指摘されていた。
2003年
- 3月下旬、中華民国（台湾）のテレビ報道で「謎の新病発生」と報道される。
- 3月27日、香港大学の研究チームがSARSの原因が新種のコロナウイルスと特定したと発表（コッホの四原則に適合）。
- 4月1日、世界保健機関 (WHO) はコロナウイルスが主な原因との見解を公表。
- 4月10日、SARS患者から検出されたコロナウイルスの遺伝子配列が、既知の種のものとは大きく異なっているとのベルンハルト・ノッホ研究所（ドイツ）等による解析結果が発表された。
- アメリカ疾病予防管理センター (CDC) は、世界各地のSARS患者からほぼ同じ遺伝子配列のコロナウイルスを検出し、これが原因である可能性が高いことを発表した。
- オランダのエラスムス大学の研究チームが、SARS患者から分離された新コロナウイルスをサルに投与する方法で、SARSの原因であることを検証した。
- 4月16日、WHOはSARSの原因が新種のコロナウイルスと確認されたと発表、これをSARSコロナウイルスと命名した。
- 7月5日、WHOはSARS封じ込め成功を発表[5][2]。

2004年以降
- 1月から5月にかけ散発的な発生があったが、その後の発生は確認されていない。なお、2019年11月頃から中国湖北省武漢市を起点としてパンデミックを引き起こしている、SARSコロナウイルス2（SARS-CoV-2）[6]は、SARSコロナウイルスの直接の子孫ではないものの姉妹関係にあり[7]、同じコロナウイルス種である[7][6]。このウイルスとSARSコロナウイルスで、ウイルスゲノム相同性は80%程度である[8]。

## 関連資料
- 田中文広 「トピックス SARSコロナウイルス (PDF) 」、『ウイルス』 日本ウイルス学会、2003年12月、第53巻第2号、pp.201-209。